# The Children of Men
The Children of Men es una novela distópica escrita por P. D. James y publicada en 1992. La novela está ambientada en 2021 en Inglaterra, 25 años después de los seres humanos se volvieran completamente infértiles. James narra la historia de un pequeño grupo de resistentes que no comparten la desilusión de la población general. La narración alterna entre tercera y primera persona, esta última a través de un diario escrito por el protagonista, Theo Faron.

## Argumento
La novela empieza con Theo escribiendo un diario en el año 2021. Sin embargo, los acontecimientos de la novela tienen su origen en 1994, cuando todos los hombres se volvieron infértiles y no ha habido nacimientos desde 1995 (el "año Omega"). Las personas nacidas en este año se les conoce como "Omegas" y reciben beneficios de los cuales el resto de la población carece. En la primera entrada de su diario, Theo escribe que el ser humano más joven ha sido asesinado en una pelea callejera.
En 2006, Xan Lyppiatt, quien es primo de Theo, se autonombró Guardián de Inglaterra en las últimas elecciones generales y, ya que las personas han perdido todo interés en la política, eliminó el sistema democrático. Aunque sus oponentes lo consideran un déspota y un tirano, oficialmente la nueva sociedad es descrita como igualitaria.
El país es gobernado por decreto por el Consejo de Inglaterra, el cual consiste de 5 miembros, mientras que el Parlamento pasó a tener un rol secundario. Los Guardias Granaderos, el cual era uno de los cuerpos élite del Ejército Británico, pasaron a ser el ejército privado del Guardián y la Policía Secreta Estatal se encarga de que los decretos del Concejo sean obedecidos. Aunque las cortes siguen existiendo, los jurados fueron abolidos, y los veredictos son tomados por un juez junto a dos magistrados. Las personas declaradas culpables son enviadas a una colonia penal en la Isla de Man, en donde no se permiten las visitas ni el envío o recepción de cartas. 
Todos los ciudadanos son obligados a aprender diferentes habilidades, como ganadería, para que las usen en caso de que sean una de las últimas personas vivas en el Reino Unido. Los trabajadores extranjeros que llegan al país son explotados y a los 60 años son enviados de vuelta a sus países de origen. A los Omegas británicos no se les permite emigrar ya que el Concejo no quiere perder más fuerza laboral. Los ancianos son una carga y sólo los adinerados pueden vivir en asilos, mientras que a los demás se les da la opción (o en algunas ocasiones se les obliga) de participar en "Quietus", los cuales son suicidios masivos patrocinados por el Concejo en ríos o playas.
El gobierno también abrió "centros de pornografía" y, dos veces al año, las mujeres menores de 45 tienen que someterse a un examen ginecológico y los hombres a un espermiograma.
Theo conoce a una mujer llamada Julian, quien es parte de un grupo de disidentes que se autodenominan "Los Cinco Peces", y lo convence para que se reúna con el grupo en una iglesia. Aunque Rolf, el líder del grupo y el esposo de Julian, es hostil hacia Theo, el resto del grupo (Luke, un exsacerdote; Miriam, una partera; Gascoigne, un hombre de una familia con tradición militar; y Julian) son más agradables. El grupo le pide a Theo que se reúna con Xan y le presente las reformas que solicitan, incluyendo la restauración de la democracia.
La reunión con Xan, la cual resulta ser una reunión con todo el Concejo de Inglaterra, no es exitosa, ya que algunos resienten que Theo haya renunciado a su puesto de consejero. Asimismo, Xan se da cuenta de que las reformas que Theo plantea no son propias y le advierte que no tolerará disidentes. "Los Cinco Peces" comienzan a distribuir panfletos anónimamente y Theo recibe una visita de la Policía Secreta con respecto a esto. Poco después, se encuentra con Julian en un mercado y le cuenta sobre esa visita. También le dice que si alguna vez necesita ayuda recurra a él. Esa misma noche Theo decide viajar al continente antes de que la naturaleza lo impida.
Poco después de su regreso, Miriam lo visita y le dice que Gascoigne fue arrestado cuando trataba de sabotear un "Quietus" y que los demás "Peces" están a punto de pasar a la clandestinidad, pero que Julian quiere que Theo los acompañe. Miriam también le revela que la razón por la que Julian no vino personalmente a él es porque está embarazada. Theo no cree en esto, pero cuando se encuentra con Julian puede oír los latidos del corazón del bebé en su vientre.
Durante la huida del grupo, Luke es asesinado cuando trata de proteger a Julian de una banda de Omegas rebeldes. Julian confiesa que el padre del bebé no es Rolf, sino Luke. Rolf, quien creía que podría usurpar el lugar de Xan al ser el único hombre fértil, se enfurece con esta revelación y abandona el grupo para traicionarlos con el Guardián.
El grupo se dirige a una casa abandonada que Theo conoce, en donde Miriam asiste a Julian a dar a luz a un niño, no una niña como Julian pensaba. Poco después, Miriam sale a buscar suministros, pero al ver que tarda, Theo va en su busca y descubre que fue asesinada a garrotazos, por lo que regresa rápidamente a donde esta Julian, pero antes de entrar escucha un ruido afuera. Es Xan y ambos disparan un tiro. Sin embargo, un repentino llanto del bebé distrae a Xan, ya que pensaba que el bebé todavía no había nacido, mientras que el disparo de su contrincante es fatal. Theo sustrae el Anillo de la Coronación del cuerpo, el cual Xan usaba como símbolo de autoridad, y se lo coloca a sí mismo convirtiéndose aparentemente en el nuevo líder del Reino Unido, al menos temporalmente. Los otros miembros del Concejo aparecen y Theo les presenta el bebé.

## Adaptación cinematográfica
En 2006 se estrenó una adaptación de la novela bajo el título Children of Men. La película fue dirigida por Alfonso Cuarón y protagonizada por Julianne Moore y Clive Owen.